# Forsterygion malcolmi
Forsterygion malcolmi är en fiskart som beskrevs av Hardy, 1987. Forsterygion malcolmi ingår i släktet Forsterygion och familjen Tripterygiidae. Inga underarter finns listade i Catalogue of Life.